# Pygophora absentiseta
Pygophora absentiseta är en tvåvingeart som beskrevs av Crosskey 1962. Pygophora absentiseta ingår i släktet Pygophora och familjen husflugor. Inga underarter finns listade i Catalogue of Life.